# عبدالناصر قارم
عبدالناصر قارم، یکی از مشهورترین هنرمندان مفهومی جهان عرب است. وی نظامی‌ست و دارای درجه سرگردی در ارتش عربستان سعودی است. قارم تحصیلات آکادمیک در زمینه رشته‌های هنری ندارد.
وی با دو نفر از عاملان حملات ۱۱ سپتامبر، هم‌کلاس بوده‌است.
حراجی کریستی، چیدمانی مفهومی از عبدالناصر قارم را به‌عنوان «گران‌ترین اثر یک هنرمندِ زندهٔ عرب» معرفی کرده‌است.

## ۵۴مین دوسالانه ونیز
در سال ۲۰۱۱ میلادی، ۸ هنرمند پان‌عرب تحت یک مجموعه گروهی هنر معاصر، در۵۴مین دوسالانه ونیز شرکت کردند. یکی از آنان عبدالناصر قارم بود.